# Schizomyia diplodisci
Schizomyia diplodisci är en tvåvingeart som beskrevs av Ephraim Porter Felt 1918. Schizomyia diplodisci ingår i släktet Schizomyia och familjen gallmyggor.
Artens utbredningsområde är Filippinerna. Inga underarter finns listade i Catalogue of Life.